# Calva Y Nada
Calva Y Nada fue un proyecto musical iniciado en 1990 originario de Alemania. El líder y fundador del proyecto fue Constantin Warter, también conocido como Breñal.
Él fue apoyado en vivo por Martin "Tessi" Tessarek (Teclados 1991-1993), Tom "Le Puce" Steinseifer (Batería 1991-1993) y Peter Augustat (Bajo 1992). Más adelante, ellos fueron substituidos por el teclista Stefan Müter (también Cyan Kills E.Coli).
Calva Y Nada tuvo actuaciones en vivo, entre otros lugares, como en el estreno del Woodstage Summer Open Air en 1995 y en el festival Wave-Gotik-treffen en el año 1998.
A partir del año 2013 se llevó a cabo una nueva reedición de los álbumes e incluyó cambios en su arte del disco, esto bajo el sello discográfico Emmobiz Records.

## Estilo de música
El estilo de Calva y Nada se puede atribuir a sonidos electrónicos/avantgarde de la década de 1990.
Sus canciones se presentan además de en lengua alemana, también, principalmente en español. Los sonidos vocales masculinos son distorsionados y sombríos, pero la voz no es alterada por dispositivos de efectos electrónicos como la distorsión o vocoder.

## Origen del nombre
El nombre viene de las palabra en español de "Calva y Nada". "Calva" en una alusión al antiguo proyecto "Glatze Des Willens" traducido del alemán a "Calva de la Voluntad", y la segunda parte del nombre proviene del Libro "El Ser y la Nada" de Jean-Paul Sartre.

## Discografía

### Álbumes
- 1990 · El Peste Perverso Lleva Mi Peluca
- 1991 · Dias Felizes – contiene, entre otros, »Rascheln«
- 1993 · Monologe eines Baumes , que contiene, entre otros, »Der Sturm«
- 1994 · Palpita, Corazón, Palpita
- 1996 · Das Böse macht ein freundliches Gesicht
- 1998 · Schlaf

### EPs y sencillos
- 1994 · Die Katze im Sack (EP)
- 1996 · Finstere Zeit (Maxi-CD)